# Ota Kroutil
Ota Kroutil (Dobřichovice, Checoslovaquia, 31 de diciembre de 1921) es un deportista checoslovaco que compitió en piragüismo en la modalidad de aguas tranquilas. Ganó una medalla de bronce en el Campeonato Mundial de Piragüismo de 1948 en la prueba de K4 1000 m.
Participó en dos Juegos Olímpicos de Verano en los años 1948 y 1952, su mejor actuación fue un quinto puesto logrado en Londres 1948 en la prueba K2 1000 m.

## Palmarés internacional
| Campeonato Mundial | Campeonato Mundial    | Campeonato Mundial | Campeonato Mundial |
| Año                | Lugar                 | Medalla            | Evento             |
| ------------------ | --------------------- | ------------------ | ------------------ |
| 1948               | Londres (Reino Unido) | Medalla de bronce  | K4 1000 m          |